# Lecythis schomburgkii
Lecythis schomburgkii là một loài thực vật linhin thuộc họ Lecythidaceae.
Loài này có ở Brasil và Guyana.
Chúng hiện đang bị đe dọa vì mất môi trường sống.